# Mohamed Eisa
Mohamed Mamoun Eisa (Khartum, 12 luglio 1994) è un calciatore sudanese con cittadinanza britannica, attaccante dell'Nassaji Mazandaran e della nazionale sudanese.

## Biografia
È il fratello del calciatore Abo Eisa.

## Carriera

### Nazionale
Nel 2023 ha esordito in nazionale.

## Statistiche

### Cronologia presenze e reti in nazionale
| Cronologia completa delle presenze e delle reti in nazionale ― Sudan | Cronologia completa delle presenze e delle reti in nazionale ― Sudan | Cronologia completa delle presenze e delle reti in nazionale ― Sudan | Cronologia completa delle presenze e delle reti in nazionale ― Sudan | Cronologia completa delle presenze e delle reti in nazionale ― Sudan | Cronologia completa delle presenze e delle reti in nazionale ― Sudan | Cronologia completa delle presenze e delle reti in nazionale ― Sudan | Cronologia completa delle presenze e delle reti in nazionale ― Sudan |
| Data                                                                 | Città                                                                | In casa                                                              | Risultato                                                            | Ospiti                                                               | Competizione                                                         | Reti                                                                 | Note                                                                 |
| -------------------------------------------------------------------- | -------------------------------------------------------------------- | -------------------------------------------------------------------- | -------------------------------------------------------------------- | -------------------------------------------------------------------- | -------------------------------------------------------------------- | -------------------------------------------------------------------- | -------------------------------------------------------------------- |
| 16-11-2023                                                           | Benina                                                               | Sudan                                                                | 1 – 1                                                                | Togo                                                                 | Qual. Mondiali 2026                                                  | 1                                                                    | 45’                                                                  |
| 19-11-2023                                                           | Benina                                                               | Sudan                                                                | 1 – 0                                                                | RD del Congo                                                         | Qual. Mondiali 2026                                                  | -                                                                    | 64’                                                                  |
| 25-3-2024                                                            | Tetouan                                                              | Sudan                                                                | 1 – 2                                                                | Guinea-Bissau                                                        | Amichevole                                                           | -                                                                    | 87’                                                                  |
| 4-9-2024                                                             | Giuba                                                                | Sudan                                                                | 1 – 0                                                                | Niger                                                                | Qual. Coppa d'Africa 2025                                            | -                                                                    | 68’                                                                  |
| 9-9-2024                                                             | Luanda                                                               | Angola                                                               | 2 – 1                                                                | Sudan                                                                | Qual. Coppa d'Africa 2025                                            | -                                                                    | 83’                                                                  |
| 10-10-2024                                                           | Accra                                                                | Ghana                                                                | 0 – 0                                                                | Sudan                                                                | Qual. Coppa d'Africa 2025                                            | -                                                                    | 67’                                                                  |
| 15-10-2024                                                           | Benina                                                               | Sudan                                                                | 2 – 0                                                                | Ghana                                                                | Qual. Coppa d'Africa 2025                                            | -                                                                    | 80’                                                                  |
| 14-11-2024                                                           | Lomé                                                                 | Niger                                                                | 4 – 0                                                                | Sudan                                                                | Qual. Coppa d'Africa 2025                                            | -                                                                    | 70’                                                                  |
| 18-11-2024                                                           | Bengasi                                                              | Sudan                                                                | 0 – 0                                                                | Angola                                                               | Qual. Coppa d'Africa 2025                                            | -                                                                    | 90+4’                                                                |
| Totale                                                               |                                                                      | Presenze                                                             | 9                                                                    |                                                                      | Reti                                                                 | 1                                                                    |                                                                      |